# 白水仙
白水仙（Narcissus papyraceus），又叫纸白水仙，是水仙屬的一個種，種加詞的意思是“紙一樣的”。它原產於地中海附近的歐洲和北非地區，是一種較為常見的觀賞植物。

## 外部連接
- Paperwhite Cultivation Information （页面存档备份，存于）